# Les Trois Glorieuses
Les Trois Glorieuses (Die drei Ruhmreichen) war die Nationalhymne der Republik Kongo von 1970 bis 1991. Es löste die heutige Nationalhymne, La Congolaise, ab und wurde von ihr wieder ersetzt. Die Annahme der Hymne und ihre Ablösung steht in zeitlichem Zusammenhang mit der Staatsform der Volksrepublik, welche sich die Republik Kongo von 1969 bis 1991 zumaß.
Der Name verweist auf die drei Tage des Militärputsches im Jahre 1963, durch welchen Fulbert Youlou, der erste Präsident des unabhängigen Landes, von der Macht verdrängt wurde. Die Bezeichnung spielt auf die Julirevolution von 1830 der früheren Kolonialmacht Frankreich an, welche dieselbe Bezeichnung trug.
Der Text stammt von Henri Lopès, die Melodie von Philippe Mockouamy.

## Text
| Lève toi, Patrie courageuse, Toi qui en trois journées glorieuses Saisis et porte le drapeau Pour un Congo libre et nouveau, Qui ne jamais plus ne faillira, Que personne n'effrayera.                 | Erheb Dich, tapfres Vaterland, Das Du in drei ruhmreichen Tagen Die Fahne ergreifst und trägst Für einen freien und neuen Kongo, Der niemals schwach sein wird, Dem niemand Angst einjagen wird.                                                             |
| Refrain Nous avons brisés nos chaines, Nous travaillerons sans peine, Nous sommes une Nation souveraine.                                                                                               | Refrain Wir haben unsere Ketten zerbrochen, Wir arbeiten ohne Mühsal, Wir sind eine unabhängige Nation. |
| Si trop tôt me tue l'ennemi, Brave camarade, saisis mon fusil; Et si la balle touche mon coeur, Toutes nos soeurs se lèveront sans peur, Et nos monts, nos flots en fureur Repousseront l'envahisseur. | Wenn allzu bald der Feind mich tötet, Tapfrer Kamerad, schnappe Du mein Gewehr; Und wenn die Kugel in mein Herz dringt Werden alle unsre Schwestern ohne Angst sich erheben, Und unsere Berge, unsere Fluten werden in Zorn Den Eindringling zurückschlagen. |
| Ici commence la Patrie Où chaque humain a le même prix. Notre seule guide c'est le Peuple. Notre génie c'est encore le Peuple. C'est lui seule qui a décidé De rétablir sa dignité.                    | Da beginnt das Vaterland, Wo jeder Mensch denselben Wert hat. Unser einziger Führer ist das Volk, Und auch unser Geist ist das Volk. Es alleine war's, das entschieden hat, Seine Würde wiederherzustellen.                                                  |

## Nachweise
- Les Trois Glorieuses auf nationalanthems.info